# Ефип Олинтски
Ефип Олинтски (на старогръцки: Έφιππος ο Ολύνθιος) е древногръцки историк, отразявал походите на цар Александър III Македонски в IV век пр. Хр. Произведенията му не са запазени.

## Биография
Сведенията за анександрографа Ефип са много малко и трите свидетелства, събрани от Феликс Якоби са съмнителни. В статията в „Суда“, озаглавена „Ефип“, се дават сведения за Ефор Кумски. Според източниците е роден в Олинт и съответно е съгражданин на историка Калистен. Очевидно е роден преди разрушаването на Олинт от цар Филип II Македонски в 348 година пр. Хр. Друг Ефип е споменат от Ариан в „Анабазис на Александър“ в главата посветена на уреждането на Египет като Ἔφιππον τὸν Χαλκιδέως. Ако се допусне, че означава Халкидски, е възможна идентификация с Ефип Олинтски, тъй като Олинт е главният град на Халкидическия полуостров до разрушаването му от Филип. Плиний Стари го споменава сред историците, които е ползвал като източници, без обаче да посочва нито произход, нито бащино име. Ако Ефип на Ариан е идентичен с историка, то той е съвременник на Александър и го надживява, тъй като описва погребението му. Историкът Ефип е написал една книга, която се казва „За смъртта на Александър и Хефестион“, от която пет фрагмента са запазени единствено в Атеней. Може да се предположи, че творбата на Ефип е използвана и от други автори, сред които Диодор и Плутарх. Във фрагментите на Атеней, въпреки заглавието, не се разказва за смъртта нито на македонския цар, нито на Хефестион, а за пиянството на Александър, за обичаите му, за дрехите, които използва. Конотациите на фрагментите са силно полемични и навяват на усещане за антимакедонски чувства, възможно породени от желание да се отмъсти за екзекутирането на сънародника на Ефип Калистен.
В резюмето на книга III от „Гощавка на софисти“ Атеней пише:
| „ | Но македонците според твърдението на Ефип Олинтиеца в трактата му „За погребението на Александър и Хефестион“ нямали предствава за умереност в пиенето, но започвали веднага с огромни чаши преди ядене и били пияни преди да е отсервирано първото от масата и не можели да се наслаждават на остатъка от банкета. | “ |

В книга IV:
| „ | Но Александър Велики, всеки път, когато пиел с някой от своите приятели, както казва Ефип Олинтиеца в своята книга „За смъртта на Александър и Хефестион“, харчел всеки ден по 100 мини, тъй като поне шестдесет или седемдесет от неговите приятели пиели с него. | “ |

В книга Χ:
| „ | Протей Македонецък също така бил голям пияница, както ни казва Ефип в трактата си „За погребението на Александър и Хефестион“ Александър, един път поискал чаша, съдържаща две хоета, и отпил от нея, предизвикал Протей и той, като я взел и казал възхвалите към царя, я изпил по такъв начин, че бил аплодиран от всички. И след това Протей поискал същата чаша и отново пил и предизвикал царя. И Александър, като взел чашата, я изпил по царски, но не могъл да стане, а се облегнал на възглавницата, като оставил чашата да падне от ръцете му. И след това легнал болен и умрял, тъй като Дионисий, казват, бил му разгневен заради обсадата на родния му град Тива. | “ |

В книга ΧII фрагментите са два:
| „ | Но, що се отнася до лукса на Александър Велики, Ефип Олинтиецът в своя трактат За смъртта на Александър и Хефестион казва, че „той имал в своя парк позлатен трон и кушетки със сребърни крака, на които обичал да сяда и да върши работа с компаньоните си... И Ефип ни казва, че „Александър обичал да носи дори и най-свещените одежди по време на своите забавления. Понякога носел пурпурната роба и изрязаните сандали и рогата на Амон, сякаш е самият бог. Понякога имитирал Артемида, чиято рокля често носел докато карал колесницата си, облечен и в персийска роба, но с лъка и копието на богинята над раменете си. Понякога се явявал преоблечен като Хермес, а друг път, и на практика почти всеки ден, носел пурпурно наметало и туника с бяло и шапка с царската диадема на нея. А когато бил сам с приятелите си, носел сандалите на Хермес и петасос на главата си и кадуцей в ръката си. Често също така носел лъвска кожа и тояга като Херакъл.“ | “ |